# Zero Dark Thirty
Zero Dark Thirty è un film del 2012 diretto da Kathryn Bigelow.
Il film è basato sull'attività dei servizi segreti che ha portato all'individuazione e all'uccisione di Osama bin Laden il 2 maggio 2011 ad Abbottabad (in Pakistan), da parte dei Navy SEALs del DEVGRU, unità antiterrorismo della Marina degli Stati Uniti. La trama si sviluppa in un arco di tempo compreso tra il 2001 e il 2011 e narra le indagini e le ricerche che portano l'agente della CIA Maya Harris a scovare il rifugio del leader di Al-Qaida. Maya Harris è un personaggio fittizio, solo in parte modellato sulla figura dell'agente Alfreda Frances Bikowsky.
Il titolo del film, nel gergo militare, significa mezzanotte e mezzo, cioè l'ora in cui, il 1º maggio 2011, scattò l'operazione militare che portò all'uccisione di Osama bin Laden. Il film contiene inoltre alcuni accenni al saggio No Easy Day di Mark Owen (che nel film corrisponde al SEAL Patrick), uno dei Navy SEALs che hanno partecipato al raid di Abbottabad.

## Trama
Maya Harris è una giovane agente della CIA impiegata a tempo pieno nella ricerca di Osama bin Laden, il capo di Al-Qaida ritenuto responsabile degli attacchi dell'11 settembre 2001. Nel 2003, ancora fresca di laurea, viene assegnata all'ambasciata americana in Pakistan, ad Islamabad, per lavorare a fianco dell'esperto agente Dan. Così assiste alle torture che vengono impartite regolarmente ai detenuti per carpire informazioni. In particolare, Dan sottopone Ammar, un affiliato di Al-Qaida collegato ai dirottatori dell'11 settembre ad umiliazioni, waterboarding, privazione del sonno e costrizione in catene o dentro scatole di legno, senza ottenere informazioni.
Circa un anno dopo, grazie ad un bluff suggerito da Maya e senza ricorrere a torture, Ammar rivela l'esistenza di un certo Abu Ahmad al-Kuwayti, nome di battaglia con cui viene chiamato il più fidato corriere di Bin Laden. Molti detenuti confessano di averlo visto e lo descrivono, ma nessuno sa dove si trovi. Appare evidente che si tratta di un uomo importante, essendo certo che sia lui a fare la spola tra Bin Laden e Abu Faraj al-Libi, suo importante luogotenente. Nel 2005, dopo gli attacchi del 7 luglio a Londra, Abu Faraj viene catturato dalla CIA. Maya lo interroga ma questi nega di conoscere Abu Ahmed, dando un altro nome come suo corriere. Maya interpreta questa reticenza come una conferma dell'importanza dell'uomo che sta cercando.
Nei tre anni successivi le ricerche di Maya si concentrano esclusivamente su Abu Ahmed, che lei è sempre più convinta sia il giusto tramite per arrivare a Bin Laden. La collega Jessica, a differenza di lei è convinta che si possa fare breccia anche nelle organizzazioni terroristiche corrompendo le persone giuste, così si mette sulle tracce di un dottore giordano che potrebbe infiltrarsi nella aree tribali dell'Afghanistan. Le due colleghe escono indenni dall'attentato che distrugge il Marriott Hotel di Islamabad la sera del 20 settembre 2008. Dopo lunghe trattative, un anno più tardi ha luogo l'incontro con il medico giordano presso il campo militare americano Chapman. L'auto, fatta entrare senza le necessarie precauzioni nell'accampamento, salta in aria uccidendo Jessica e altri sei agenti. Maya, molto toccata dall'accaduto, è ancora più scossa quando le riferiscono che Abu Ahmed, secondo testimonianze attendibili, sarebbe morto, addirittura dal 2001.
Stando così le cose, crollerebbe tutto il suo piano ma lei non demorde e grazie ad una ricerca sugli archivi fotografici marocchini di una giovane analista, si scopre che il vero nome di Abu Ahmed sarebbe Ibrahim Sayeed ed è ipotizzabile che l'uomo morto nel 2001 sia in realtà il fratello maggiore di questi. Per cercare Sayeed, Maya ricorre all'aiuto di Dan, nel frattempo operante nella sede di Langley, che raggiunta Kuwait City ottiene il numero di telefono della madre del presunto corriere da un affarista kuwaitiano, in cambio di una Lamborghini.
Grazie al traffico telefonico, la CIA riesce a risalire all'uomo e ad individuarlo in Pakistan, a Rawalpindi. Gli appostamenti portano poi ad un complesso fortificato un po' fuori da Abbottabad, non lontano dall'accademia militare pakistana. La CIA mette l'edificio sotto sorveglianza per vari mesi, utilizzando satelliti e spie giungendo alla certezza che all'interno vi sia un personaggio di rilievo del terrorismo o di altre attività illecite, ma non avendo alcuna evidenza che vi possa essere Bin Laden. L'ostinatezza di Maya permette comunque di predisporre anche un'operazione militare che prevede l'utilizzo di due elicotteri invisibili sviluppati nell'Area 51 e - in quanto tali - arma top-secret, pilotati dagli elicotteristi del 160th Special Operations Aviation Regiment: gli elicotteri dovranno entrare segretamente in Pakistan e calare una squadra d'assalto del DEVGRU dei Navy SEALs che prenda d'assalto il complesso fortificato di Abbottabad.
Il 1º maggio 2011 mentre Maya è nel campo di aviazione di Jalalabad, in Afghanistan, insieme alla squadra dei SEALs, viene dato finalmente il via all'operazione. Nella notte i 24 assaltatori della Marina partono sui due elicotteri stealth MH-60 Black Hawk alla volta di Abbottabad. Non senza intoppi, l'operazione viene comunque portata a termine con successo rivelando effettivamente la presenza di Bin Laden che viene ucciso e prelevato insieme a vari documenti trovati nel covo. A Maya non resta che effettuare il riconoscimento del cadavere di Bin Laden la cui morte rappresenta il coronamento e la conclusione della sua missione.

## Produzione

### Cast
Joel Edgerton fu scelto come protagonista ma inizialmente rifiutò il progetto per le riprese di altri film e fu sostituito da Jason Clarke; successivamente i conflitti di programmazione vengono risolti e Edgerton entra nel cast con un altro ruolo..
Rooney Mara fu scelta per un ruolo nel film, ma rifiutò e viene poi sostituita da Jessica Chastain.
Gli attori Tom Hardy, Idris Elba e Guy Pearce erano stati presi in considerazione per il film, ma nessuno venne ingaggiato. Il ruolo scelto per Hardy fu dato a Mark Strong.

### Riprese
Le riprese del film sono state effettuate tra l'India ed il Pakistan. Esse sono iniziate il 5 marzo e si sono concluse il 2 giugno 2012, per un totale di 89 giorni.

## Promozione
Il primo trailer ufficiale viene diffuso il 7 agosto 2012. Il 20 novembre 2012, a meno di un mese dall'uscita nei cinema statunitensi, vengono invece diffuse online alcune foto del film con protagonisti Jessica Chastain e Kyle Chandler, seguite a breve dalla prima clip del film.

## Distribuzione
Il film viene distribuito nelle sale cinematografiche americane a partire dal 19 dicembre 2012.
In Italia l'uscita era inizialmente prevista per il 10 gennaio 2013, ma viene poi spostata al 7 febbraio, periodo più favorevole nel caso il film vincesse qualche Oscar nella serata del 24 febbraio.

## Accoglienza

### Critica
- Donne che odiano Bin Laden, di Rossella Farinotti. "E poi c'è Maya. Come detto, le due si assomigliano. L'agente CIA è di stanza in Medio oriente, da sempre ha l'ossessione Bin Laden. Assiste alle torture cui vengono sottoposti i terroristi. All'inizio prova rifiuto e raccapriccio, poi, le accetta come inevitabili."
- L'America non tortura, di Manohla Dargis, The New York Times. "In Zero dark thirty - il racconto romanzato della lunga caccia a Bin Laden, brillantemente diretto da Kathryn Bigelow - c'è una scena cruciale in cui tre agenti della CIA smettono di parlare tra di loro per guardare la TV. Sullo schermo il presidente degli Stati Uniti, Barack Obama, parla con un giornalista di 60 Minutes. È il 16 novembre del 2008: "Ho ripetuto più volte", dice Obama, "che l'America non tortura". I tre guardano lo schermo in silenzio e a quel punto Bigelow stringe su un primo piano di uno di loro, Maya (Jessica Chastain). [...]"
- C'è la Cia dietro la Bigelow, di Alessandra Levantesi, La Stampa. "Katherine Bigelow ha usato il neologismo «reported film[12]», in quanto il suo Zero Dark Thirty [...] non si ispira a un libro, ma è realizzato sulla base di carte e testimonianze di operativi della Cia raccolte dallo sceneggiatore e giornalista Marc Boal: il cui principale referente è stata un'agente soprannominata Maya, la quale dopo l'11 settembre si è consacrata a rintracciare il leader di Al Qaeda. [...]"
- Quando un film ha il passo del documentario, di Paolo D'Agostini, La Repubblica. "Non è facile accostarsi a questo film serenamente, anzi non è possibile. È Zero Dark Thirty [...], realizzato dalla stessa regista Kathryn Bigelow che nel 2010 fu coperta di Oscar per The Hurt Locker sugli artificieri in Iraq, ancora una volta in tandem con il giornalista Mark Boal suo compagno nella vita (da un suo articolo aveva tratto spunto il film Nella valle di Elah). A sua volta candidato a cinque Oscar tra i quali quello a miglior film: ma l'esito è reso incerto dalla coda polemica sollevata negli Stati Uniti dal film. [...]"
- Che noia la cattura di Bin Laden, di Massimo Bertarelli, Il Giornale. "Crudo, interminabile dramma, tratto da un'arcinota storia vera, la cattura di Bin Laden, decorato con cinque esagerate nomination. [...]"

Nel luglio 2019 il sito Indiewire.com, specializzato in cinema e critica cinematografica, posiziona il film al quarantaduesimo posto dei migliori cento film del decennio 2010-2019.

## Riconoscimenti
- 2013 - Premio Oscar
  - Miglior montaggio sonoro a Paul N.J. Ottosson
  - Nomination Miglior film a Mark Boal, Kathryn Bigelow e Megan Ellison
  - Nomination Miglior attrice protagonista a Jessica Chastain
  - Nomination Miglior sceneggiatura originale a Mark Boal
  - Nomination Miglior montaggio a Dylan Tichenor e William Goldenberg
- 2013 - Golden Globe
  - Miglior attrice in un film drammatico a Jessica Chastain
  - Nomination  Miglior film drammatico
  - Nomination  Miglior regia a Kathryn Bigelow
  - Nomination  Miglior sceneggiatura a Mark Boal
- 2013 - Premio BAFTA
  - Nomination Miglior film a Mark Boal, Kathryn Bigelow e Megan Ellison
  - Nomination Miglior regia a Kathryn Bigelow
  - Nomination Miglior attrice protagonista a Jessica Chastain
  - Nomination Miglior sceneggiatura originale a Mark Boal
  - Nomination Miglior montaggio a Dylan Tichenor e William Goldenberg
- 2013 - ""Screen Actors Guild Awards"
  - "Nomination" Migliore attrice a Jessica Chastain
- 2012 - National Board of Review
  - Miglior film a Kathryn Bigelow, Mark Boal e Megan Ellison
  - Miglior regia a Kathryn Bigelow
  - Miglior attrice a Jessica Chastain
- 2012 - Critics' Choice Movie Award
  - Miglior attrice a Jessica Chastain
  - Miglior montaggio a William Goldenberg e Dylan Tichenor
  - Nomination Miglior film a Kathryn Bigelow, Mark Boal, Megan Ellison
  - Nomination Miglior regia a Kathryn Bigelow
  - Nomination Migliore sceneggiatura originale a Mark Boal
- 2012 - American Film Institute
  - Migliori dieci film a Kathryn Bigelow, Mark Boal, Megan Ellison
- 2012 - New York Film Critics Circle Awards
  - Miglior film a Kathryn Bigelow, Mark Boal, Megan Ellison
  - Miglior regia a Kathryn Bigelow
  - Migliore fotografia a Greig Fraser
  - Nomination Miglior attrice a Jessica Chastain
  - Nomination Migliore sceneggiatura a Mark Boal
- 2012 - New York Film Critics Online Award
  - Migliore film a Kathryn Bigelow, Mark Boal, Megan Ellison
  - Migliori dieci film a Kathryn Bigelow, Mark Boal, Megan Ellison
  - Migliore regia a Kathryn Bigelow
  - Migliore sceneggiatura a Mark Boal
- 2012 - Washington DC Area Film Critics Association Awards
  - Miglior film a Kathryn Bigelow, Mark Boal, Megan Ellison
  - Miglior regia a Kathryn Bigelow
  - Miglior attrice protagonista a Jessica Chastain
  - Nomination Miglior cast al cast di "Zero Dark Thirty"
  - Nomination Migliore sceneggiatura originale a Mark Boal
  - Nomination Migliore fotografia a Greig Fraser
- 2012 - San Diego Film Critics Society Awards
  - Miglior contributo totale a Greig Fraser
  - Nomination Miglior film a Kathryn Bigelow, Mark Boal, Megan Ellison
  - Nomination Miglior regia a Kathryn Bigelow
  - Nomination Miglior attrice a Jessica Chastain
  - Nomination Miglior montaggio a William Goldenberg e Dylan Tichenor

- 2012 - Satellite Award
  - Migliore sceneggiatura originale a Mark Boal
  - Nomination Miglior film a Kathryn Bigelow, Mark Boal, Megan Ellison
  - Nomination Miglior regia a Kathryn Bigelow
  - Nomination Miglior attrice a Jessica Chastain
  - Nomination Miglior montaggio a William Goldenberg e Dylan Tichenor
- 2012 - Los Angeles Film Critics Association Awards
  - Miglior montaggio a William Goldenberg e Dylan Tichenor
  - Nomination Miglior regia a Kathryn Bigelow
- 2012 - Boston Society of Film Critics Award
  - Miglior film a Kathryn Bigelow, Mark Boal, Megan Ellison
  - Miglior regia a Kathryn Bigelow
  - Miglior montaggio a William Goldenberg e Dylan Tichenor
- 2012 - Boston Online Film Critics Association Awards
  - Miglior film a Kathryn Bigelow, Mark Boal, Megan Ellison
  - Migliori dieci film a Kathryn Bigelow, Mark Boal, Megan Ellison
  - Miglior regia a Kathryn Bigelow
  - Miglior attrice a Jessica Chastain
  - Miglior montaggio a William Goldenberg e Dylan Tichenor
- 2012 - Hollywood Film Awards
  - Miglior montaggio a Dylan Tichenor
- 2012 - Nevada Film Critics Society Awards
  - Miglior regia a Kathryn Bigelow
- 2012 - Phoenix Film Critics Society Awards
  - Migliori dieci film a Kathryn Bigelow, Mark Boal, Megan Ellison
  - Miglior regia a Kathryn Bigelow
  - Miglior attrice a Jessica Chastain
  - Nomination Miglior film a Kathryn Bigelow, Mark Boal, Megan Ellison
  - Nomination Migliore sceneggiatura originale a Mark Boal
  - Nomination Migliore fotografia a Greig Fraser
  - Nomination Miglior montaggio a William Goldenberg e Dylan Tichenor
- 2012 - St. Louis Gateway Film Critics Association Awards
  - Miglior attrice a Jessica Chastain
  - Migliore sceneggiatura originale a Mark Boal
  - Nomination Miglior film a Kathryn Bigelow, Mark Boal, Megan Ellison
  - Nomination Miglior regia a Kathryn Bigelow
- 2012 - Detroit Film Critics Society Awards
  - Nomination Miglior film a Kathryn Bigelow, Mark Boal, Megan Ellison
  - Nomination Miglior regia a Kathryn Bigelow
  - Nomination Miglior attrice a Jessica Chastain
- 2012 - San Francisco Film Critics Circle Awards
  - Miglior regia a Kathryn Bigelow
  - Migliore sceneggiatura originale a Mark Boal
- 2012 - Chicago Film Critics Association Awards
  - Miglior film a Kathryn Bigelow, Mark Boal, Megan Ellison
  - Miglior regia a Kathryn Bigelow
  - Migliore attrice a Jessica Chastain
  - Migliore sceneggiatura originale a Mark Boal
  - Miglior montaggio a William Goldenberg e Dylan Tichenor
  - Nomination Miglior attore non protagonista a Jason Clarke
  - Nomination Migliore fotografia a Greig Fraser
  - Nomination Migliore colonna sonora a Alexandre Desplat

## Casi mediatici
Il presidente degli Stati Uniti d'America Barack Obama venne accusato di mettere a repentaglio la sicurezza nazionale per aver dato libero accesso alla Bigelow ed il suo team per fare ricerche sulla missione più segreta della storia americana, ma la Bigelow negò ogni aiuto dal presidente.
Vi sono state diverse polemiche, sia per la rappresentazione esplicita delle torture inflitte ai prigionieri, sia per quella che viene descritta da alcuni come una visione fuorviante della tortura, come elemento indispensabile per ottenere informazioni dai collaboratori di Bin Laden. Nel film i protagonisti citano più volte il fatto che, con il passaggio dall'amministrazione Bush all'amministrazione Obama, il non poter più contare sulle "tecniche di interrogatorio rafforzate" limita fortemente la facilità di ottenere informazioni. La presa di posizione di Obama nei confronti della tortura è mostrata in una scena in cui tre agenti della CIA smettono di parlare tra di loro per guardare in TV un'intervista in cui il presidente afferma: "Ho ripetuto più volte che l'America non usa la tortura".